# 張萬禮
張萬禮（？—1659年），原名張禮，字萬禮，以字行，福建平和縣人，明鄭時期人物，鄭成功部將。

## 生平
張禮，福建平和縣人，為鄭成功手下重要將領，被鄭成功任命為提督，永曆帝敕封其為建安伯。1658年，隨鄭軍北伐南京，與甘輝及余新同時被清軍俘獲遇害。後成為延平郡王祠陪祀將軍。因造型持劍，故台灣民間稱之為「劍官」（甘輝被稱為「印官」）。